# Ashley Kafka
La Dra. Ashley Kafka es un personaje de apoyo ficticia que aparece en los cómics estadounidenses publicados por Marvel Comics. Por lo general, se la representa en historias que giran en torno al superhéroe Spider-Man. Introducida en The Spectacular Spider-Man # 178 (julio de 1991), fue creada por el escritor J. M. DeMatteis y el artista Sal Buscema. El personaje se inspiró en la hipnotista terapéutica Frayda Kafka.En los cómics, la Dra. Kafka es una psiquiatra en el Instituto Ravencroft para Criminales Dementes y una aliada ocasional de Spider-Man. Después de haber sido asesinada por Massacre , la Dra. Kafka fue "reanimada" dos veces con su alma intacta en un cuerpo clonado por Ben Reilly y Norman Osborn, muriendo nuevamente en el primer cuerpo por el Virus Carrion antes de convertirse en la Reina Duende en el último cuerpo después de ser corrompida mágicamente por los "pecados" de Osborn (la personalidad del Duende Verde) por Beyond Corporation.
El personaje ha aparecido en varias formas de medios fuera de los cómics, incluidas series animadas y videojuegos. Una versión masculina del personaje apareció en la película de 2014 The Amazing Spider-Man 2, interpretado por Marton Csokas.

## Historial de publicación
Ashley Kafka apareció por primera vez en The Spectacular Spider-Man #178 (julio de 1991) y fue creada por J. M. DeMatteis y Sal Buscema. Ella fue asesinada en The Superior Spider-Man #4 (abril de 2013) antes de ser revivida dos veces en Dead No More: The Clone Conspiracy #2 (noviembre de 2016) y Ravencroft #5 (septiembre de 2020), convirtiéndose en la Reina Duende en Amazing Spider-Man Vol. 5 #88 (febrero de 2022).

## Biografía
Ashley Kafka creció en Nueva York con su madre y su hermana, Norma, que había nacido con graves defectos de nacimiento en la cara y tenía problemas mentales. Kafka cuidó a Norma mientras crecía. Su madre murió cuando Kafka tenía diecinueve años y Norma se quedó en un hospital psiquiátrico, donde murió poco tiempo después. Kafka luego fue a la universidad y a la Universidad Empire State, donde estudió psicología y obtuvo un título.
Kafka se convierte en psicóloga profesional que se especializa en criminales y crea un sanatorio de máxima seguridad llamado Instituto Ravencroft para personas con enfermedades criminales, donde trata a los súper criminales.
Más tarde, Kafka es asesinada por Masacre durante un intento de fuga.
Se revela en la miniserie Ben Reilly: Spider-Man que antes de su muerte, Kafka tenía conocimiento de la verdadera identidad de Peter Parker cuando Peter se acercó a Kafka en busca de ayuda para lidiar con la creencia de que era un clon de Spider-Man y no el original.

### Dead No More
Durante la historia de Dead No More: The Clone Conspiracy, Ben Reilly "reanimó" a Ashley Kafka en un cuerpo clonado (con su alma intacta).Más tarde sufrió degeneración clonal y murió nuevamente.

### Los pecados de Norman Osborn
En las páginas de Ravencroft, Norman Osborn utilizó el método de clonación de Reilly para revivir a Ashley Kafka en un nuevo cuerpo clonado (su alma menos intacta), en un plan para lograr que John Jameson recuperara su capacidad de transformarse en Hombre-Lobo.
Durante el arco de "Sins Rising", el revivido Comepecados usa los poderes de Señor Negativo para corromper a Ashley Kafka y usarla para liberar a Juggernaut de su celda para que pueda robar sus poderes.
Cuando Norman Osborn se recuperó del ataque de Comepecados que lo purgó de sus pecados y la policía arrestó a los seguidores de Comepecados al comienzo del arco de "Last Remains", afirmó al clon de Ashley Kafka que Kindred es Harry Osborn.
Kafka no quiere entregarlo a la policía y lleva a Norman a su oficina, donde le confiesa todo lo malo que ha hecho en su vida. Cuando Norman sigue afirmando que Harry es un Vástago y que debe encontrar una forma de detenerlo antes de que siga por el camino de la venganza, Kafka le sugiere que contrate a alguien a quien Harry todavía escuche.
Cuando Mary Jane alcanza a Norman Osborn y lo ataca, Norman expresó su remordimiento por sus pecados que Comepecados lo purgó, lo que Ashley Kafka corroboró. Le dice a Mary Jane que Harry Osborn es Kindred, a lo que Mary Jane afirmó que acaba de ver a Harry Osborn con vida.

### Spider-Man Beyond
Durante la historia de "Beyond", Kafka comenzó a trabajar para la división de Desarrollo de Superhéroes de Beyond Corporation.Ella también fue asignada para ser la terapeuta de Ben Reilly.
En su última terapia con Ben Reilly, Ashley Kafka descubrió que Ben había perdido la fe en Beyond Corporation después de una pelea con el Doctor Octopus. Esto llevó a Ashley a descubrir que los recuerdos de Ben estaban siendo alterados por Beyond Corporation.
Después de obtener de alguna manera los pecados de Norman Osborn, Beyond Corporation capturó a Kafka para evitar que interfiriera en sus planes y fusionó la sustancia metafísica de los pecados de Norman Osborn con Ashley Kafka, lo que provocó que se transformara en "Reina Duende", como la apodó Maxine Danger. La Reina Duende rompe sus ataduras y mata a los técnicos presentes. Le dieron algo de tecnología Duende y la enviaron a atacar a Janine Godbe, quien había escapado de la sede de Beyond Corporation con un disco que Ben había recibido de Otto Octavius que contiene información vital sobre la verdadera agenda de Beyond Corporation.
Janine se encontró con Mary Jane Watson en el Daily Bugle cuando la Reina Duende los atacó. Ben Reilly llegó para luchar contra la Reina Duende cuando la unidad se destruyó durante el conflicto. Mientras Ben evacúa a Janine, Mary Jane se queda para enfrentar a la Reina Duende. Luego se prepara para someter a Mary Jane a la Mirada del Duende solo para que se escuchen los gritos de ayuda de otro hombre cuando la Reina Duende usa su Cetro de Calabaza para matarlo. Después de que Mary Jane golpea a la Reina Duende, la Gata Negra aparece para luchar contra la Reina Duende. La Gata Negra es sometida a la Mirada del Duende cuando la Reina Duende se mete con ella.
Después de que Peter Parker los alcanza, Mary Jane y la Gata Negra le dan a Peter Parker su equipo de Spider-Man mientras Spider-Man se enfrenta a la Reina Duende a pesar de que Mary Jane nota que sus movimientos son inestables. La Reina Duende intentó causar su muerte usando su Mirada Duende en él, pero Peter logró superarlo y la derrotó. Posteriormente, Beyond Corporation tomó el control de su planeador para alejar su cuerpo inconsciente de Spider-Man.
Una vez que recuperó la conciencia, la Reina Duende se refugió en algún lugar de un edificio abandonado. En ese momento, los pecados de Norman Osborn le habían hecho imposible recordar quién era antes de su transformación, lo que la impulsó a hacer planes para ir tras Norman.

### Red Oscura
Durante la historia de "Dark Web", Norman Osborn descubre lo que le sucedió a Ashley Kafka cuando la encuentra en la azotea de Alchemax y ella se convierte en la Reina Duende. Norman se pone a la defensiva y logra evadirla. Cuando la Reina Duende casi mata a Spider-Man, Duende Dorado la mata en defensa propia.
Éste no fue el final de Kafka, ya que fue resucitada poco después por la fórmula del Duende todavía presente en su torrente sanguíneo.
Más tarde, la Reina Duende lucha contra Kraven el Cazador IV mientras se cazan entre sí. Luego comparten una cama en la finca Kravinoff mientras la Reina Duende divaga sobre tótems resucitados que podrían ser una satisfacción mutua para ellos.Ellos hacen un ritual que drena los pecados de Norman Osborn del cuerpo de la Reina Duende y los coloca en la lanza de Kraven el Cazador que debe usar en Norman Osborn. Este plan fracasó cuando Spider-Man se arrojó frente a Norman Osborn para protegerlo del ataque de lanza de Kraven el Cazador.
La Reina Duende descubre lo que sucedió cuando Kraven el Cazador intentó devolverle los pecados a Norman Osborn mientras ella va a buscar un arma.La Reina Duende lucha contra Spider-Man infestado de pecados cerca del Túnel Holland mientras Mary Jane Watson ayuda a luchar contra él. Después de que Norman Osborn y Kraven el Cazador purgan los pecados de Osborn de Spider-Man, Norman ve a la Reina Duende en la distancia mientras ella se aleja.

## Poderes y habilidades
Ashley Kafka es una experta en psicología.
En su segunda "reanimación" (con un alma ligeramente degradada) en un cuerpo clonado, Ashley fue expuesta a los pecados de Norman Osborn y fue mutada en la "Reina Duende", que le dio una apariencia de piel roja similar a la de un duende y le otorgó habilidades similares a las del suero de los duendes, como mayor fuerza, velocidad y durabilidad, mientras que aparentemente un factor de curación y tal vez una mayor inteligencia basada en la fuente de los poderes. También posee una Mirada de Duende que hace que cualquiera que sea golpeado por ella reviva sus traumas y tal vez pueda usar esta habilidad para hacer que las personas la vean como su yo humano normal, lo que tal vez se pueda usar a través de una transmisión de TV si hay contacto visual.

### Equipo
Como Reina Duende, Ashley Kafka monta un planeador Duende y maneja un Cetro de Calabaza de alta tecnología que tiene dos características. La primera característica se puede usar en estado rígido. La segunda característica es un estado retráctil de cadena. Además, el Cetro de Calabaza puede disparar ráfagas explosivas a través de las extremidades del Cetro de Calabaza.

## Recepción
- En 2022, Screen Rant incluyó a la Reina Duende en su lista de "10 villanos de Spider-Man que son más inteligentes de lo que parecen".[24]

## Otras versiones

### Cruce DC
En el cruce entre Marvel / DC, Spider-Man y Batman, la doctora Kafka estuvo presente cuando la psiquiatra conductista, la doctora Cassandra Briar, intentó utilizar Carnage como sujeto de prueba para un chip que esencialmente lobotomizaría los instintos homicidas de pacientes peligrosos. Kafka se opuso al tratamiento en la creencia de que aún podía llegar a Kasady a través de la terapia convencional (Spider-Man dudaba de esta filosofía pero estaba de acuerdo con sus objeciones al trabajo de Briar).

### MC2
En la realidad de MC2, Ashley Kafka terminó enamorándose y casándose con John Jameson (hijo de J. Jonah Jameson) y juntos tuvieron un hijo llamado 'Jack'. Jack se convirtió en el aventurero disfrazado conocido como "The Buzz" sin que ellos lo supieran. 

## En otros medios

### Televisión
- Ashley Kafka apareció en la serie animada Spider-Man de los años 90, con la voz de Barbara Goodson. Esta versión, es una terapeuta en Ravencroft que trata a Eddie Brock y sirve como su interés amoroso en los episodios "El Regreso de Venom" y "Carnage", aunque ella no era su interés amoroso en los cómics, y también trata a Harry Osborn cuando está encarcelado en Ravencroft en el episodio "La boda".
- Ashley Kafka aparece en la serie animada The Spectacular Spider-Man, con la voz de Elisa Gabrielli. Esta versión es la fundadora y terapeuta del Instituto Ravencroft. Ella trata a muchos supervillanos criminales, como Electro, Doctor Octopus y Cletus Kasady.

### Película
- Una Rachel Kafka apareció en el borrador de Venom de 1997 de David S. Goyer como el interés amoroso de Eddie Brock.[26]
- Ashley Kafka aparece en The Amazing Spider-Man 2 (2014), interpretado por Marton Csokas.[27]Esta versión es un médico alemán y miembro principal del Instituto Ravencroft para Criminales Dementes, que está controlado por Oscorp. El lleva a cabo experimentos inhumanos en Electro hasta que Harry Osborn se cuela en Ravencroft y libera a este último, quien a su vez somete a Kafka al mismo experimento.

### Videojuegos
El Dr. Kafka aparece en el juego relacionado con la película The Amazing Spider-Man 2. Esta versión también es un médico que trabaja para Ravencroft y supervisa varios experimentos genéticos ilegales en pacientes financiados por Kingpin y Donald Menken.